# بی‌تا ملکوتی
بی‌تا ملکوتی (زادهٔ ۸ دی ۱۳۵۲)شاعر، نویسنده و پژوهشگر معاصر ایرانی ساکن پراگ که فارغ‌التحصیل رشتهٔ تئاتر (نمایشنامه‌نویسی) از دانشگاه آزاد اسلامی واحد تهران مرکزی است. ملکوتی عضو انجمن قلم و کانون منتقدان بین‌المللی تئاتر است.

## فعالیت‌های ادبی
او از سال ۱۳۷۶ تا ۱۳۸۴ در مطبوعات ایران به عنوان منتقد تئاتر فعالیت کرده و از سال ۱۳۷۶ نوشتن شعر و داستان کوتاه را به صورت جدی آغاز کرد. داستان‌ها و شعرهای او در مطبوعات و رسانه‌های ایران و خارج از ایران به چاپ رسیده‌اند. برخی از اشعار و داستان‌های او به زبان‌های انگلیسی، فرانسه، سوئدی، چکی، ایتالیایی، کردی، ترکی استانبولی، نپالی و اسپانیایی ترجمه شده‌اند.
ملکوتی در سال ۱۳۸۴ به آمریکا مهاجرت کرد و تا کنون در فستیوال ادبی گلاویژ در سلیمانیه (کردستان عراق)، فستیوال شعر مرسی پوئسی گوتنبرگ سوئد، فستیوال هنرمندان خاورمیانه در دو شهر پراگ و پلزن در جمهوری چک و فستیوال شعر جهان در شهر میلان ایتالیا، به شعرخوانی و در لندن دانشگاه سواز به کتابخوانی پرداخته‌است. بیشتر شعرهای او در وبگاه‌های ادبی منتشر شده و خودش نیز به شعرخوانی سروده‌ها و داستان‌هایش پرداخته‌است.
او با نشریات متعددی مانند زنان، همشهری، ایران، جامعه، آریا، نشاط، همبستگی، ملت، گزارش فیلم، سینمای نو، هفت و فصلنامه تئاتر همکاری کرده‌است.

### شعر
- مسیح و زمزمه‌های دختر شاهنامه. تهران: خورشید سواران، ۱۳۸۳. شابک ‎۹۶۴-۹۳۶۷۷-۳.
- پله‌های لرزان یوسف آباد. تهران: نشر نصیرا، ۱۳۹۷. شابک ‎۹۷۸-۶۰۰-۷۶۳۵-۹۲-۶.

### پژوهش
اسطورهٔ مهر زندگی و سیمای سوسن تسلیمی. تهران: ثالث، ۱۳۹۴. شابک ‎‎۹۷۸-۶۰۰-۴۰۵-۰۰۵-۰

### کتاب داستان
- تابوت خالی. تهران: کتاب آوند دانش، ۱۳۸۱. شابک ‎‎۹۶۴-۷۱۱۴-۱۲-۵.
- داستان امروز ایران. تهران: دفتر شعر و داستان، ۱۳۸۳. شابک ‎‎۹۶۴-۹۵۴۸۳-۴-۳. (داستان کوتاه مانکن)
- فرشتگان پشت صحنه. تهران: شرکت نشر نقد افکار، ۱۳۸۹. شابک ‎‎۹۷۸۹۶۴-۲۲۸-۰۶۸-۱.
- مای نیم ایز لیلا. پاریس: ناکجا، ۲۰۱۲. شابک ‎‎۹۷۸۲۳۶۶۱۲۱۵۸۲.
- سیب ترش باران شور. لندن: نشر نوگام، ۱۳۹۵. شابک ‎‎۹۷۸-۱-۹۰۹۶۴۱-۳۹-۶.